# Islas Verdant
Las islas Verdant (en inglés: Verdant Islands) son dos pequeñas islas cubiertas con tussok entre la isla Trinity y la isla Hall del grupo de las islas Willis en las islas Georgias del Sur. El nombre descriptivo "isla verde" se dio a raíz de la encuesta de Investigaciones Discovery en 1930. El nombre fue modificado en 1985 para incluir a las dos islas que se describen.
La isla es administrada por el Reino Unido como parte del territorio de ultramar de las Islas Georgias del Sur y Sandwich del Sur, pero también es reclamada por la República Argentina que la considera parte del departamento Islas del Atlántico Sur dentro de la provincia de Tierra del Fuego, Antártida e Islas del Atlántico Sur.